# Via Aquitania
Pour les articles homonymes, voir Aquitaine et Aquitania.

La Via Aquitania (en rouge) parmi les principales voies romaines de Gaule.

La Via Aquitania ou Via Aquitana est une voie romaine construite probablement à partir de 14 ap. J.-C., année de la mort de l'empereur romain Auguste, reliant Narbonne, capitale de la province de Gaule narbonnaise, à Toulouse (aussi en Narbonnaise) et Bordeaux, dans la province de Gaule aquitaine, dont elle devient le chef-lieu au IIe siècle. Cette voie, construite sur des chemins gaulois tracés dès le IIe siècle av. J.-C., est un axe émergeant pour l'essor du commerce des vins italiens. 
Cette route romaine est remarquable par la solidité de ses fondations entre Narbonne et Toulouse, ce qui est dû à l'absence d'une voie fluviale entre ces deux villes pour assurer le transport de marchandises. Cela explique le nombre important de vestiges sur cette partie de la via Aquitania. Entre Toulouse et Bordeaux en revanche, de nombreux tronçons ont été construits de façon moins solide, étant donné que la Garonne était utilisable pour le transport des marchandises.

## Itinéraire
La route nationale 113 (RN113, Bordeaux-Narbonne), aujourd'hui déclassée en plusieurs routes départementales (6113 dans l'Aude, 813 en Haute-Garonne, Tarn-et-Garonne et Lot-et-Garonne) suit en grande partie le tracé de la Via Aquitania.

### De Toulouse à Bordeaux
À partir de Toulouse, la route passe sur la rive droite de la Garonne, mais un peu à l'écart du fleuve, par Montech, Escatalens, Castelsarrasin et Moissac, où elle franchit le Tarn. Elle revient ensuite vers la Garonne, qu'elle longe d'assez près (Valence-d'Agen, Saint-Jean-de-Thurac), avant d'aller tout droit vers Agen (Aginnum, chef-lieu des Nitiobroges), alors que la Garonne fait un grand détour jusqu'à cette ville.

## Construction et organisation
La voie romaine était bâtie sur des graviers ou des aggers[pas clair] et bordurée par des pierres pour tenir solidement en raison de son utilisation à la fois pour le transport des hommes et celui des marchandises, en raison de l'absence de voie secondaire fluviale vraiment utilisable, entre Toulouse et Narbonne.
Sur la route, des milliaires indiquaient la distance aux voyageurs jusqu'aux grandes villes comme Narbonne et Rome. En dehors des villes et des vici, les voyageurs trouvaient des relais de poste à intervalles réguliers. Tout au long de la via Aquitania, au niveau de certaines difficultés topographiques, des relais ou mansiones offraient le repos aux voyageurs et aux militaires.

## Histoire
Avant la création de la voie romaine, l'axe Aude-Garonne (vallée de l'Aude de Narbonne à Toulouse, Garonne de Toulouse à Bordeaux), qui suit l'isthme aquitano-pyrénéen entre mer Méditerranée et océan Atlantique, a été utilisé depuis l'âge du Bronze et notamment pour le commerce de l'étain de Cornouailles. 
Cette voie est construite après le règne d'Auguste et représente la romanisation et porte l'économie de l'Empire romain.